# San Cipriano de Rueda
San Cipriano de Rueda es una localidad española perteneciente al municipio de Cubillas de Rueda, en la provincia de León, comunidad autónoma de Castilla y León.

## Geografía

### Ubicación
| Noroeste: Villanófar         | Norte: Villacidayo     | Noreste: Cubillas de Rueda |
| Oeste: Sahechores de Rueda   |                        | Este: Llamas de Rueda      |
| Suroeste Sahechores de Rueda | Sur: Herreros de Rueda | Sureste: Llamas de Rueda   |

## Demografía
Evolución de la población
| Gráfica de evolución demográfica de San Cipriano de Rueda entre 2000 y 2017 |
|                                                                             |
| Población de derecho (2000-2017) según el padrón municipal del INE          |